# Cleveland Mesa
Cleveland Mesa är en platå i Antarktis. Den ligger i den centrala delen av kontinenten. Inget land gör anspråk på området.